# XII. Fliegerkorps
Le XII. Fliegerkorps (12e Corps aérien) a été l'un des principaux Corps de la Luftwaffe allemande durant la Seconde Guerre mondiale.

## Création et différentes dénominations
Il est formé le 1er août 1941 à Zeist, à partir de la Stab de la I. Jagdkorps.

## Commandement

Drapeau du chef du Fliegerkorps

| Début       | Fin               | Grade   | Nom             |
| ----------- | ----------------- | ------- | --------------- |
| 9 août 1941 | 15 septembre 1943 | General | Josef Kammhuber |

## Chef d'état-major
| Début            | Fin               | Grade          | Nom                            |
| ---------------- | ----------------- | -------------- | ------------------------------ |
| ?                | 15 septembre 1943 | Oberst         | Ludwig Hoffmann                |
| 8 septembre 1943 | Septembre 1943    | Oberstleutnant | Heinrich Wittmer (par intérim) |

## Quartier Général
Le Quartier Général se déplace suivant l'avancement du front.
| Début     | Fin            | Ville                 |
| --------- | -------------- | --------------------- |
| Août 1941 | Septembre 1943 | Zeist près de Utrecht |

## Rattachement
| Août 1941 - Septembre 1943 |  | Luftwaffenbefehlshaber Mitte |

## Unités subordonnées
- 1. Jagd-Division
- 2. Jagd-Division
- 3. Jagd-Division
- 4. Jagd-Division
- 5. Jagd-Division
- Jagdfliegerführer Süddeutschland
- Flakscheinwerfer-Division 1
- Flakscheinwerfer-Division 2
- Luftnachrichten-Regiment 201
- Luftnachrichten-Regiment 202
- Luftnachrichten-Regiment 203